# آدریانو وینولی
آدریانو وینولی (ایتالیایی: Adriano Vignoli; ۱۱ دسامبر ۱۹۰۷ – ۱۶ ژوئن ۱۹۹۶) دوچرخه‌سوار اهل ایتالیا بود.